# 新竹米粉

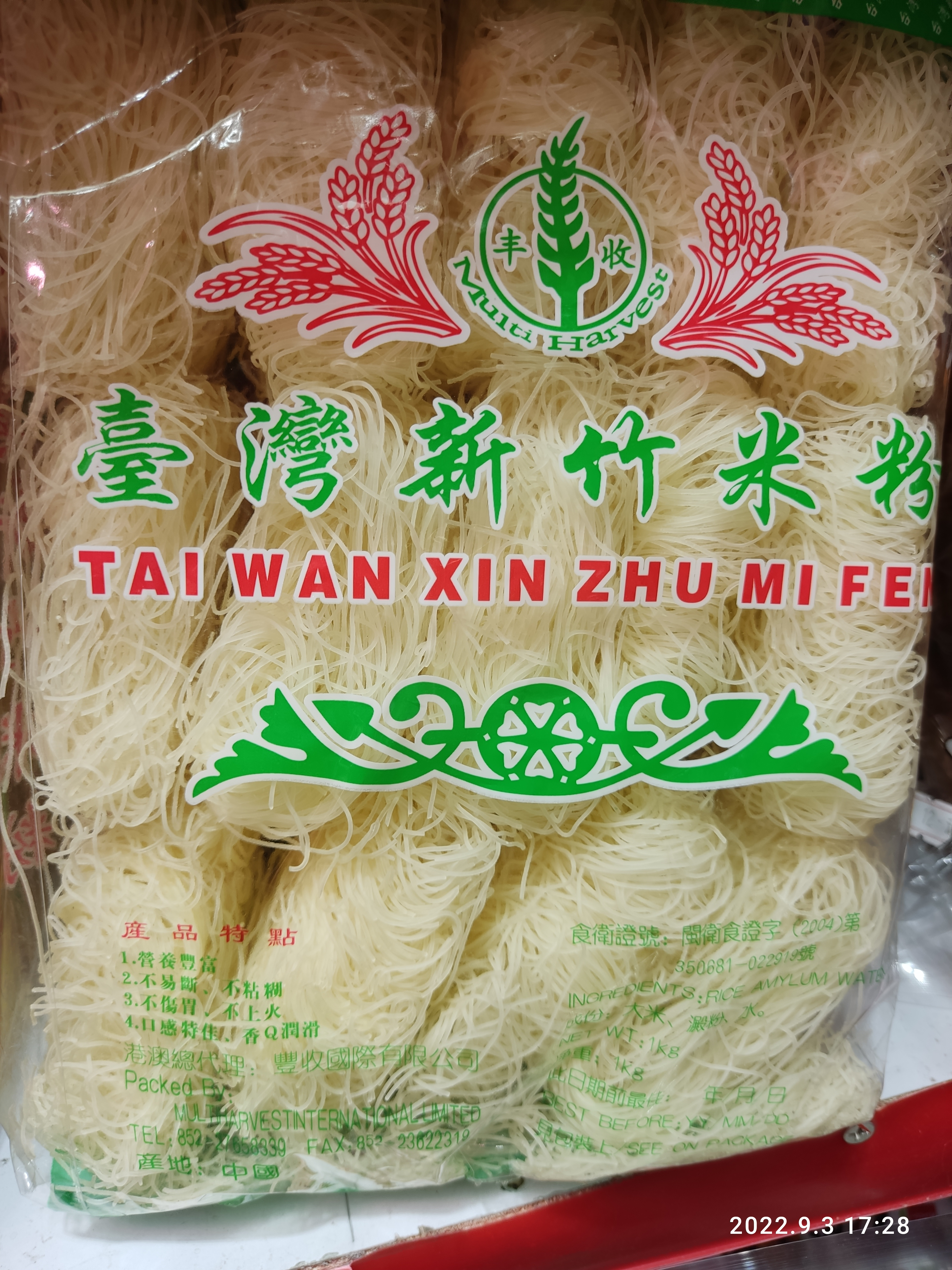
市販されている新竹米粉の例

新竹米粉（しんちくビーフン）は台湾の新竹地域で生産されているビーフン。

## 概要
新竹米粉は「1年間に50億元（日本円およそ170億円）を売り上げている」と言われる台湾の一大ブランドである。台湾の重要な輸出品であり、日本へも輸入され、日本で市販される乾燥ビーフンの代表的なブランドとして認識されている。
中華人民共和国では太いビーフンがほとんどであるが、新竹米粉（の製品）は日本人がイメージするような細い乾燥ビーフンである。
ビーフンは漢字表記で「米粉」とされるように元々は米の粉が原料である。しかし、機械導入による製造の合理化などから米の粉にコーンスターチなどのでんぷんを配合しているのが主流となっている。また、台湾では「Q」、「QQ」と呼ばれるような「弾力性のある食感」が好まれており、これを追求していった結果、伝統的なビーフンとは原料と食感が異なってきている。

## 利用
焼きビーフンとして利用されることが多いが、汁ビーフンにして利用されることも増えてきている。

## 製品標記
2013年に台湾の大手製粉業者が、食品に使用が禁じられている原料をタピオカなどに使用していたことが発覚し、「QQ」系の食感が好まれるでんぷん系食材への追及も厳しくなり、台湾の行政院衛生福利部では関連法の修正を行い、2014年7月1日以降は「米粉」と品名に表示できるのは100パーセント米の粉を原料とするもののみに限定し、米の粉50パーセント以上のものを「調合米粉」、50パーセント以下のものを「炊粉」または「水粉」と表示することとなった。ただし、新竹米粉、埔里米粉といった地方の歴史的特色がある名称については「調合米粉」の使用については必須ではないが、使用する場合には、消費者の混乱を避けるために、文字の大きさを商品名の2分の1以下に抑えること、商品名はパッケージの正面に表示し、「新竹米粉」や「埔里米粉」などの表記は必ず商品名より小さくすること、米の含有量が50パーセント以下の製品については、現行パッケージを使いきった後にパッケージを「炊粉」または「水粉」標記で刷新することになっている。

## 歴史
新竹市は冬に冷たく乾燥した季節風が吹き、この風がビーフンの乾燥に適していたことから、ビーフンの生産が盛んになったとされる。
20世紀初頭、新竹地域の住人が福建省泉州市に赴き、ビーフンの製造方法を習得した。

### 三分日曬・七分風乾
三分日曬・七分風乾は新竹地域に伝わる新竹米粉を作る際の言葉。
乾燥ビーフンを作る際に3割を天日で乾し、7割を風に晒して乾燥させることを指す。なお、台湾では乾燥させる前の「生ビーフン」を仕入れて使用する店もある。